# Оборона Почепа
Облога Почепа (17 (27) квітня 1668 — 22 травня (1 червня) 1668) – епізод московсько-української війни 1668-1669 років, оборона українськими козаками на чолі зі стародубським полковником Петром Рославцем Почепської фортеці від московського війська князя Костянтина Щербатова. Внаслідок боїв, що тривали понад місяць, московити були змушені зняти облогу та скасувати похід, цілями якого були Стародуб і Київ.

## Передісторія
9 (19) січня 1668 старшинська рада у Гадячі, скликана лівобережним гетьманом І. Брюховецьким, постановила порвати з московською протекцією, шукати допомоги у Османської імперії та правобережного гетьмана П. Дорошенка, очистити територію України від царських військ. У лютому в 14-ти містах Лівобережної Гетьманщини, де перебували московські гарнізони, розпочалися бої під козаками та московитами. До середини березня більшість залог була знищена або роззброєна, царські вояки продовжували чинити спротив у Переяславі, Ніжині, Чернігові та Острі. Тим часом, цар Олексій Михайлович оголосив гетьмана Брюховецького «изменником» та розпочав мобілізацію армії для карального походу проти українців.
14 (24) лютого 1668 – 15 (25) лютого 1668 стародубський полковник Петро Рославець взяв штурмом «Малий городок» (цитадель) Стародуба, де оборонявся загін московських стрільців на чолі з князем Ігнатієм Волконським. Вся московська залога була знищена або захоплена у полон, сам царський воєвода загинув у бою. Стародубські козаки захопили багаті трофеї, зокрема – 26 гармат. 29 лютого (10 березня) 1668 був знищений московський гарнізон у Новгороді-Сіверському – сотенному місті Стародубського полку, що перебував в облозі з 30 січня (9 лютого) 1668.
Очистивши територію полку від московитів, полковник Рославець розпочав активні бойові дії на московсько-українському прикордонні. 12 (22) березня 1668 стародубські козаки спалили передмістя Брянська («прибегали ко Брянску воровские черкасы и подо Брянским посад выжгли и людей многих порубили»). А вже за кілька днів – підступили до Трубчевська: обложили місто та тричі намагалися захопити його штурмом. Не досягнувши успіху, стародубці розбили табір поблизу Трубчевська, звідки продовжили здійснювати рейди вглиб території Московії.
Водночас, ще 18 (28) лютого 1668 московський цар наказав князю Костянтину Щербатову розпочати збір «Смоленського полку» для походу «на черкаские городы». Згідно з планом московського командування, зібране у Смоленську військо мало захопити Стародуб, після чого вирушати до Києва, де надати допомогу воєводі П. Шереметьєву. Одночасно «Большой полк», що формувався у Бєльові та Севську, мав деблокувати московські гарнізони у Ніжині та Чернігові, а «Бєлгородський полк» – придушити повстання на Слобожанщині, після чого йти походом на Гадяч – тодішню резиденцію лівобережного гетьмана. Наприкінці березня дві московські армії вдерлися на територію Гетьманщини, обложивши Котельву та Глухів.
Тим часом, князь К. Щербатов, завершивши збір «Смоленського полку», 21 (31) березня 1668 вступив з військом до Рославля. Тут від місцевого воєводи він довідався, що стародубський полковник Петро Рославець з основними силами перебуває поблизу Почепа. 23 березня (2 квітня) 1668 Щербатов відправив у розвідку на Стародубщину загін рейтарів і смоленської присяжної шляхти на чолі з поручником Володимиром Швейковським. 14 (24) квітня 1668 весь «Смоленський полк» виступив із Рославля у похід на Почеп.

## Сили сторін

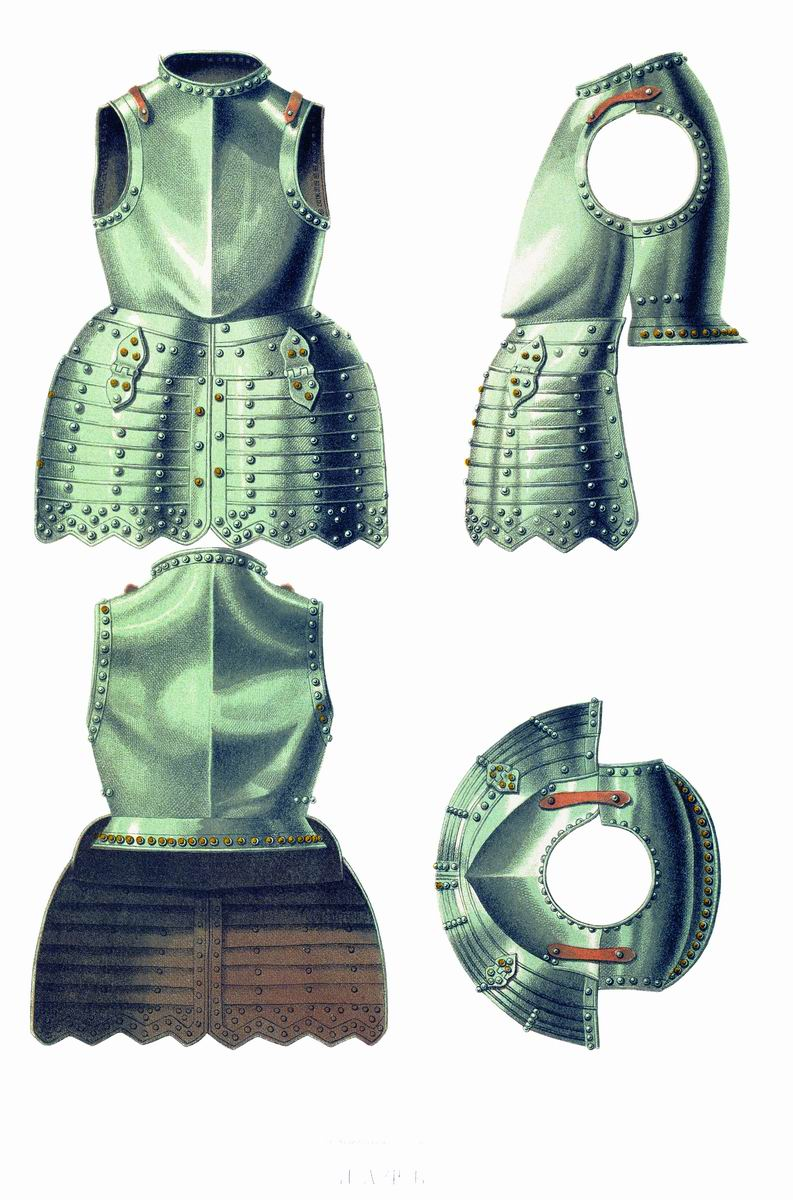
Лати московських піхотинців «солдатського строю», XVII ст.

«Смоленський полк» воєводи К. Щербатова був найменш чисельною з-поміж трьох московських армій, зібраних для проведення каральної операції проти Гетьманщини. Він налічував близько 6 тис. вояків (включно з бойовими слугами). Приблизно 2/3 підрозділу складала піхота (солдати та донські козаки), 1/3 – кіннота (рейтари та присяжна шляхта). Бойове ядро полку становили воїни-професіонали – солдати та рейтари, якими командували іноземні найманці. Станом на березень 1668 року у з’єднання входили:
- Рейтарський полк полковника Йоганна фон Говена (Фанговена) – 277 рейтарів (кожного супроводжувало по двоє бойових слуг);
- Полк присяжної шляхти полковника Дениса Швейковського – 1 – 1,5 тис. шляхтичів і бойових слуг (смоленська, більська, невельська, рославська присяжна шляхта – колишня шляхта ВКЛ, що присягнула московському царю);
- Полк солдатського строю полковника Джона Леслі – 1,8 тис. солдатів, невідома кількість слуг;
- Загін донських козаків отамана Афанасія Ємельянова – 400 козаків;
- Артилерія: 5 великих гармат і запас ядер (350 шт.).

На момент початку облоги гарнізон Почепа, за оцінками московитів, налічував 2 тис. кінних і 1 тис. піших козаків (донесення К. Щербатова за 15 (25) квітня 1668). Водночас, станом на початок травня московський командувач звітував вже про 6 тис. козаків під керівництвом полковника Петра Рославця. Ймовірно, до оборонців міста долучились почепські міщани. До складу залоги входила частина сотень Стародубського реєстрового полку та кілька сотень Сосницького полку. У Почепі перебував не весь Стародубський полк, окремі його підрозділи стояли у Стародубі, Погарі та Мглині – всього до 2 тис. козаків. Всією обороною «Стародубського» напрямку від московитів керував генеральний осавул Дем’ян Ігнатович.
Дерев’яна Почепська фортеця була однією з найпотужніших на Стародубщині (другою після фортеці у полковому місті). Відомо, що на початку XVIII ст. вона мала п’ять башт і чотири брами – Стародубську, Мглинську, Трубчевську та Смоленську. Протяжність стін фортеці по периметру сягала 740 сажнів (приблизно 1500 метрів).

## Бойові дії

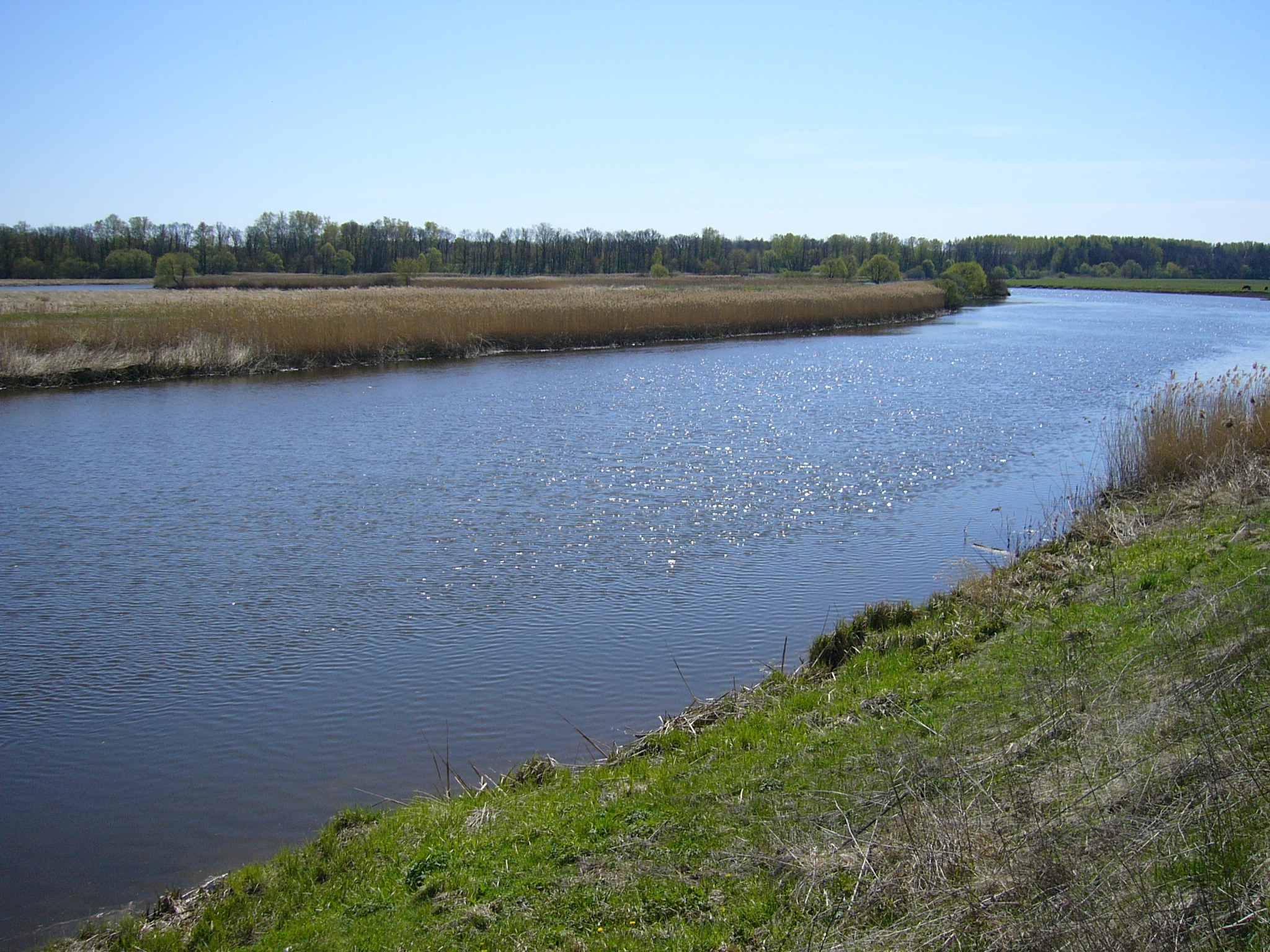
Річка Судость. Сучасний вигляд

Перший бій між московитами та козаками відбувся 15 (25) квітня 1668: стародубці атакували московську кінноту поблизу села Високий Стан (нині – Високе у Брянській області РФ) за 30 верст на північ від Почепа – на березі річки Рош. Стримати просування ворога не вдалося і полковник П. Рославець відійшов до сотенного міста.
17 (27) квітня 1668 князь К. Щербатов підступив до Почепа та розбив табір біля села Сітолови за 3 версти від міста. Московити заблокували підступи до фортеці та розпочали облогу.
19 (29) квітня 1668 козаки (400 піхотинців і 150 кіннотників) здійснили вилазку, атакувавши московських рейтарів і шляхтичів. У бою взяли участь і солдати полку Дж. Леслі. Обидві сторони зазнали значних втрат: московські звіти повідомляють про 100 загиблих козаків, серед вбитих з боку московитів – рейтарський ротмістр Йоганн Відман, також дістав поранення поручник рейтарів Федір Зарецький. Згідно з «Розписом взятих язиків», під час бою у полон до ворога потрапило троє козаків, зокрема – сосницький полковий хорунжий Роман Гладуненко. Полонені розповіли, що стародубський полковник П. Рославець особисто очолює вилазки та рейди з міста з метою розвідки та захоплення «язиків» («полковник … ис Почепа выезжал рекой Судостью в лотке захватить языков и сметить ратных людей»). Московитам також стало відомо, що хлібних запасів у місті вистачає на місяць.
Сутички продовжились у наступні дні, коли московські вояки спалили передмістя Почепа. Чергову велику вилазку козаки здійснили 2 (12) травня 1668, знову атакувавши позиції рейтарів і шляхти. Московити відбили напад, загнавши гетьманців назад у фортецю. У полон потрапило п’ятеро козаків, з-поміж яких – син почепського війта Михайло Миськович. Під тортурами полонені розповіли, що гарнізон Почепа очікує на прибуття запорозького полковника Яреми Носенка, який начебто веде на підмогу 3 тис. кінного війська.
3 (13) травня 1668 воєвода К. Щербатов відправив у рейд на Мглин загін на чолі зі шляхтичем Лаврентієм Липським: майже 1 тис. рейтарів і присяжної шляхти. Московити спалили передмістя Мглина, «порубавши» місцевих жителів та відігнавши стада худоби.
12 (22) травня 1668 козаки знову вийшли з міста, атакувавши московитів поблизу Старокрасної Слободи. Згідно з московськими донесеннями, у цій вилазці оборонці Почепа втратили вбитими 40 людей. Водночас, значних втрат зазнали і загарбники, зокрема – важке поранення отримав отаман донських козаків Афанасій Ємельянов. Четверо гетьманців потрапили у полон. Від них московити дізналися, що стародубський полковник П. Рославець виконує накази П. Дорошенка, а не Брюховецького, у церквах Почепа моляться за правобережного гетьмана. Дорошенко нібито обіцяв відправити на допомогу почепцям Чернігівський полк, оскільки становище оборонців фортеці погіршувалося.

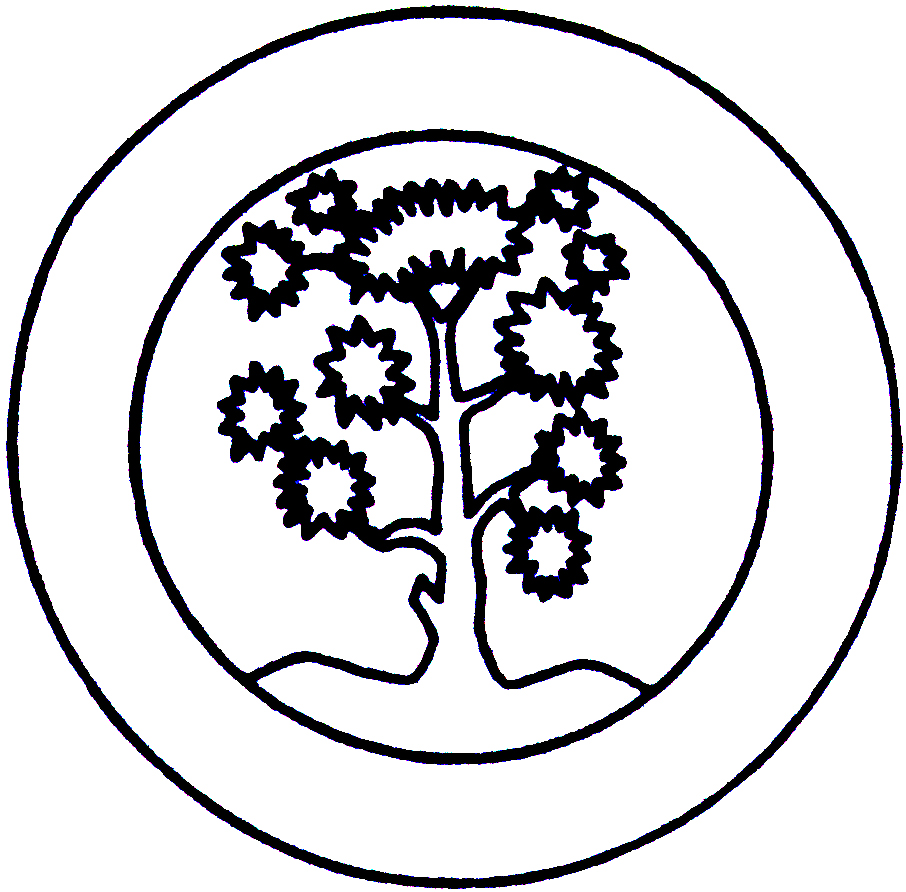
Печатка Почепської сотні

Проте і у московитів справи йшли не найкращим чином. Князь Щербатов у листах до царя скаржився на «малолюдство» свого війська, через що він не спроможний взяти Почеп. Московський воєначальник також побоювався підходу основних сил наказного гетьмана Д. Ігнатовича. 22 травня (1 червня) 1668 Щербатов зняв облогу з міста та відступив до Брянська. Розбивши новий табір тут, він продовжив атакувати Стародубщину. Так, 26 травня (5 червня) 1668 відправив у рейд на Погар кінноту (рейтарів і шляхту) на чолі з рейтарським підполковником Вільямом Кормайклом.

## Наслідки
Похід «Смоленського полку» на Київ зазнав краху: московити не дійшли навіть до Стародуба, згаявши понад місяць під укріпленнями Почепа. Успішні дії стародубського полковника Рославця, так само як і оборонців Глухова та Котельви, призвели до провалу московської каральної операції проти Гетьманщини у березні-червні 1668.

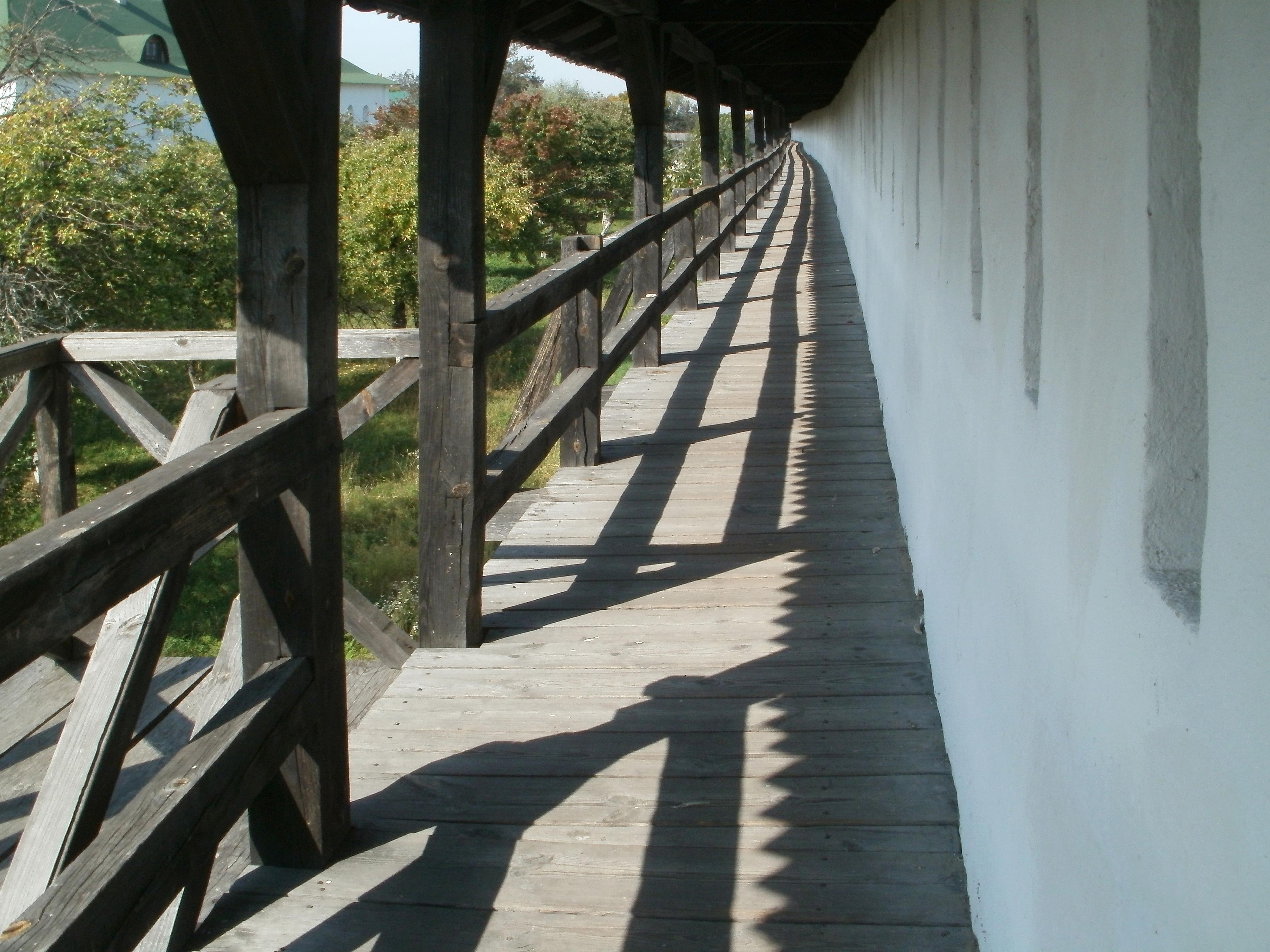
Монастирська стіна Спасо-Преображенського монастиря у Новгороді-Сіверському. Сучасне фото

Вже на початку червня на Лівобережжя вступило союзне війська правобережного гетьмана П. Дорошенка та кримськотатарського воєначальника Алша-мурзи: розпочався новий етап московсько-української війни.
Після відступу князя К. Щербатова з-під Почепа стародубські козаки продовжили навідуватися у прикордонні московські міста. Так, на початку червня полковник П. Рославець знову атакував Трубчевськ. 8 (18) червня 1668 цар Олексій Михайлович наказав «Смоленському полку» стати табором біля Трубчевська для «береженья от приходу изменников черкас». 24 червня (4 липня) 1668 Щербатов виступив із Трубчевська у похід на Новгород-Сіверський: місто, яке стало центром відновленого гетьманом П. Дорошенком Новгородського полку. 26 червня (6 липня) 1668 московити спалили передмістя Новгорода-Сіверського, проте саме місто захопити не змогли. Натомість, розорили Спасо-Преображенський монастир і маєтки архієпископа Лазаря Барановича.
Ще з кінця травня у Москві розпочалось формування нового полку для посилення військ на «Стародубському» напрямку. Підрозділ очолив нідерландський найманець – генерал-майор Філіпп Альберт ван Бокховен. 3 (13) липня 1668 він змінив К. Щербатова на посаді командувача посиленого «Смоленського полку». Вже 21 (31) липня 1668 московити знову атакували Почеп: під стінами міста відбувся бій між козаками та рейтарами полковника Й. фон Говена. У вересні ворог учергове наступав на Мглин та інші прикордонні міста Стародубщини, знову не маючи успіху. Територія Стародубського полку так і не була захоплена московитами, проте вже у жовтні полковник Петро Рославець – герой Почепської оборони – був у таборі прихильників відновлення московської протекції за умов виведення з України царських залог. У грудні 1668 він був одним з організаторів ради у Новгороді-Сіверському, на якій лівобережним гетьманом був обраний Дем’ян Ігнатович.